# Ocean (Schiff, 1900)
Die HMS Ocean war ein Einheitslinienschiff der Canopus-Klasse, das Ende des 19. Jahrhunderts für die Royal Navy gebaut wurde. Sie war das erste Schiff, das auf dem Devonport Dockyard gebaut wurde und dort 1898 vom Stapel lief. Bei dem Versuch der alliierten Flotte, während der Schlacht von Gallipoli die Durchfahrt durch die Dardanellen zu erzwingen, lief die Ocean am 18. März auf eine Mine und sank.

## Geschichte
Die Ocean wurde am 4. Januar 1897 in Devonport auf Kiel gelegt, am 5. Juli 1898 vom Stapel gelassen und am 20. Februar 1900 für den Einsatz in der Mittelmeerflotte in Dienst gestellt. Im Januar 1901 wurde sie aufgrund des Boxeraufstandes zur China Station entsandt. Im September 1902 wurde die Ocean in einem Taifun beschädigt.
1905 ratifizierten das Vereinigte Königreich und Japan einen Bündnisvertrag, der die Notwendigkeit einer Präsenz der Royal Navy auf der China-Station verringerte, wodurch alle dortigen Schlachtschiffe angewiesen wurden, nach Großbritannien zurückzukehren. Infolgedessen wurde die Ocean im Juni 1905 aus China abberufen und verließ Hongkong am 7. Juni 1905. Anschließend wurde sie der Reserve in Chatham zugewiesen. Am 2. Januar 1906 wurde die Ocean für die Channel Fleet wieder in Dienst genommen. Am 2. Juni wurde sie erneut der Mittelmeerflotte zugewiesen und im Winter 1908 auf 1909 in Malta überholt. Am 16. Februar 1910 wurde das Schiff der 4. Division der neu organisierten Home Fleet zugewiesen, wo es bis zum Ausbruch des Krieges verblieb.

### Erster Weltkrieg
Mit dem Ausbruch des Krieges wurde die Ocean dem 8. Schlachtgeschwader der Kanalflotte zugewiesen und ab 21. August vor Queenstown als Wachschiff eingesetzt. Im September 1914 wurde sie zur Kap-Verden-Kanarische-Inseln-Station entsandt, um die Albion abzulösen. Noch bevor sie jedoch dort eintraf, wurde sie zur East Indies Station abkommandiert und nahm Kurs in den Indischen Ozean. Dort sollte sie Kreuzer beim Schutz von Geleitzügen im Mittleren Osten unterstützen. So begleitete sie im Oktober 1914 den Transport indischer Truppen nach Bahrain und war dann von Oktober bis Dezember 1914 das Flaggschiff der im Persischen Golf gegen Basra eingesetzten Einheiten. Im Dezember 1914 wurde die Ocean nach Sues beordert, wo sie den Kanal vor Angriffen der Türken schützen sollte.

#### Kampf um die Dardanellen
Im Februar 1915 wurde die Ocean ins Mittelmeer beordert, um an den Marine-Operationen während der Schlacht von Gallipoli teilzunehmen.
Am 1. März beteiligte sie sich am Angriff auf die äußeren Befestigungsanlagen am Kap Helles und vor Kum Kale. Dabei wurde sie von mobilen türkischen Küstenbatterien getroffen, erlitt aber keinen größeren Schaden. Am 4. März unterstützte sie die Landungen britischer Truppen bei Sedd el Bahr und am 18. März beteiligte sie sich am Hauptangriff der Alliierten auf die inneren Festungen.
Nach dem Untergang der Bouvet nach einem (nicht erkannten) Minentreffer lief die Irresistible beim Rückzug in der Bucht von Erenkui ebenfalls auf eine Mine. Der Ocean wurde befohlen, die Irresistible abzuschleppen. Dabei lief sie im flachen Wasser der Bucht auf Grund, konnte sich aber selbst befreien.
Als sich die Ocean unter schwerem Feuer ebenfalls begann zurückzuziehen, lief sie gegen 19:00 Uhr auf eine Mine. Dadurch erlitt sie erhebliche Wassereinbrüche und krängte nach kurzer Zeit 15° nach Steuerbord. Dazu wurde sie von der Küste beschossen und erlitt Treffer, welche die Maschinen außer Gefecht setzten und Reparaturen verhinderten. Das schwer beschädigte Schiff wurde daher gegen 19:30 Uhr aufgegeben, nachdem die Begleitzerstörer die Besatzung abgeborgen hatten. Trotz der schweren Schäden war nur ein Todesopfer zu beklagen.

## Technik
Das Schiff hatte eine Gesamtlänge von 131,45 m, eine Breite von 22,27 und einen Tiefgang von 7,90 m. Das Schiff verdrängte zwischen 13.150 t und 14.300 t.

### Antrieb
Die Ocean war mit zwei Dreizylinder-Verbunddampfmaschinen ausgestattet, die jeweils eine Welle antrieben und insgesamt 15.400 Shp (11.327 kW) entwickelten, mit denen sie eine Höchstgeschwindigkeit von 18 Knoten (33 km/h) erreichte. Der Dampf wurde von zwanzig Belleville-Wasserrohrkesseln geliefert. Das Schiff konnte maximal 1.600 t Kohle mitführen, was ihm bei 10 Knoten (19 km/h) eine Reichweite von 5.320 Seemeilen (9852 km) ermöglichte. Die Besatzung des Schiffes bestand aus 682 Offizieren und Mannschaft.

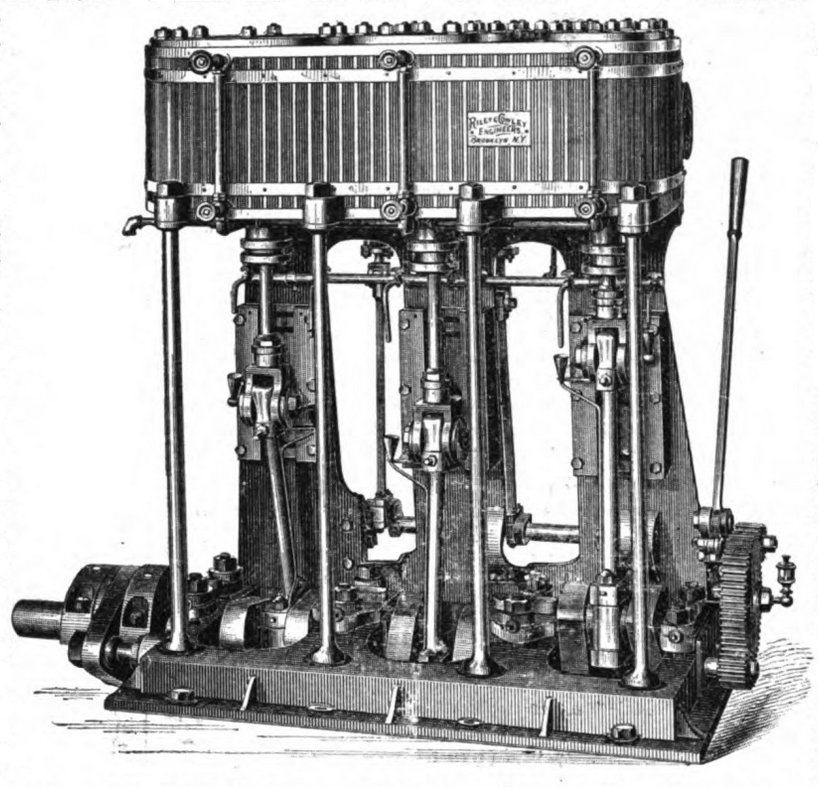
Dreizylinder-Dreifach-Verbunddampfmaschine
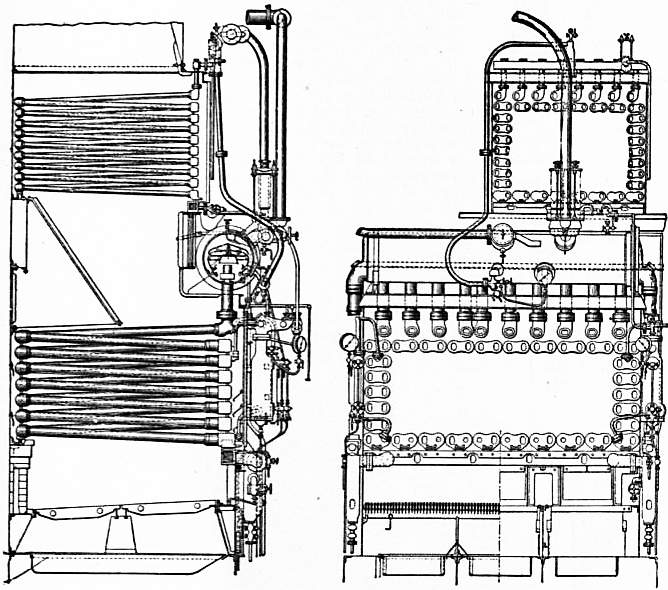
Belleville-Wasserrohrkessel

### Bewaffnung
Die Hauptbewaffnung bestand aus vier 305-mm-Geschützen in zwei Zwillingstürmen vorn und achtern. Die Geschütze waren auf 187 t schweren Lafetten mit einem Seitenrichtbereich von −150 bis +150 Grad montiert. Die Kanonen selbst wogen 47 t und hatten bei einer maximalen Elevation von 13,5° und einer Mündungsgeschwindigkeit von 716 m/s eine Reichweite von 13.590 m. Sie verschossen 386 kg schwere Granaten mit einer Kadenz von etwa zwei Schuss pro Minute. Die Sekundärbewaffnung bestand aus zwölf 152-mm-Schnellfeuergeschützen in Kasematten, sechs auf jeder Breitseite. Die Geschütze waren auf Lafetten mit einem Seitenrichtbereich von +30° bis +150° montiert. Die Kanonen selbst wogen 2,2 t und hatten bei einer maximalen Elevation von 20° und einer Mündungsgeschwindigkeit von 544 m/s eine Reichweite von 9.050 m. Sie verschossen 20,4 kg schwere Granaten mit einer Kadenz von etwa fünf bis sechs Schuss pro Minute. Zur Verteidigung gegen Torpedoboote waren zehn 76-mm-Schnellfeuergeschütze und sechs 47-mm-Schnellfeuergeschütze ebenfalls in Kasematten installiert. Außerdem hatte das Schiff vier unter Wasser montierte 457-mm-Torpedorohre, zwei auf jeder Breitseite.

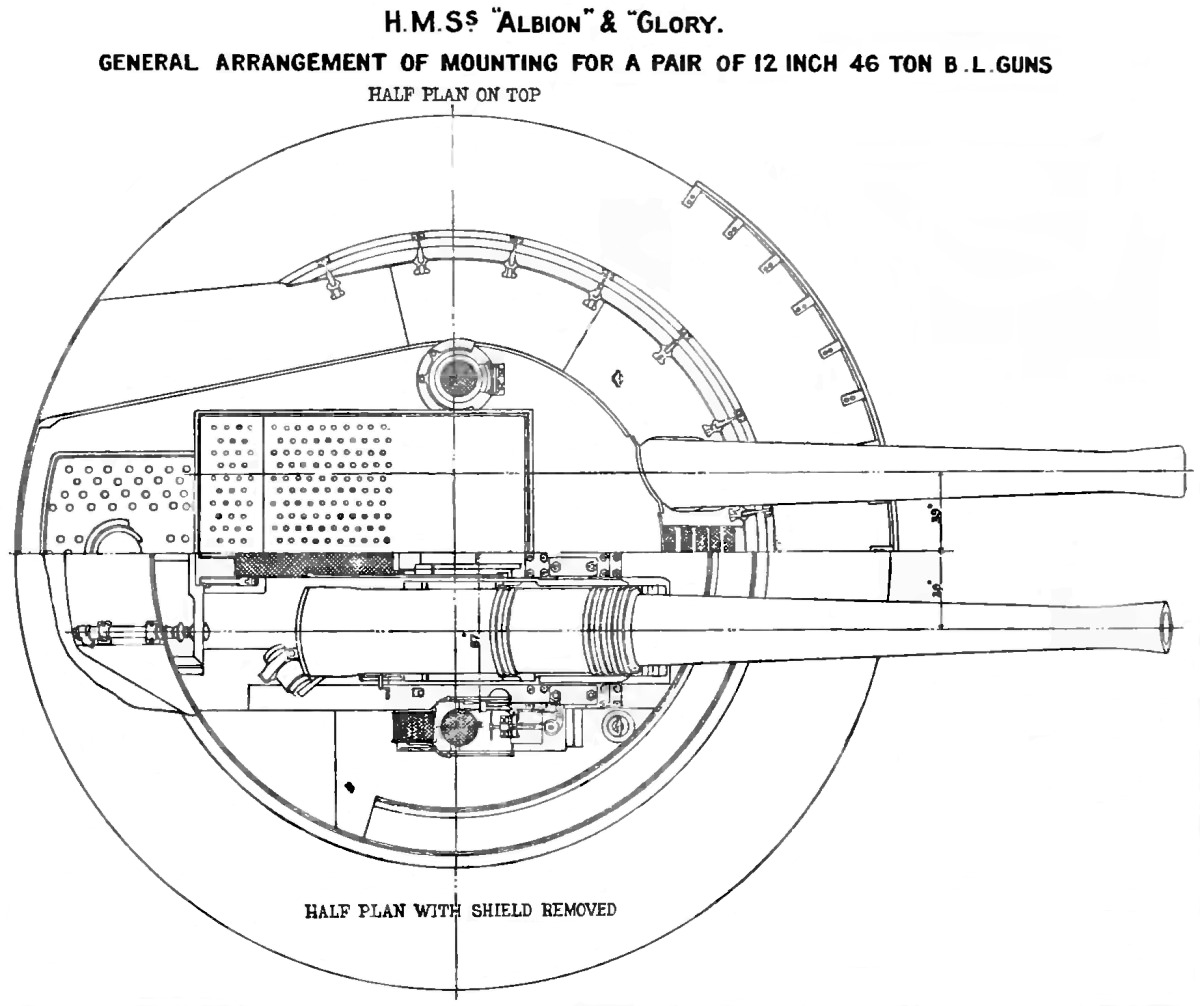
305-mm-Geschütz (BL 12-inch Mk VIII naval gun)
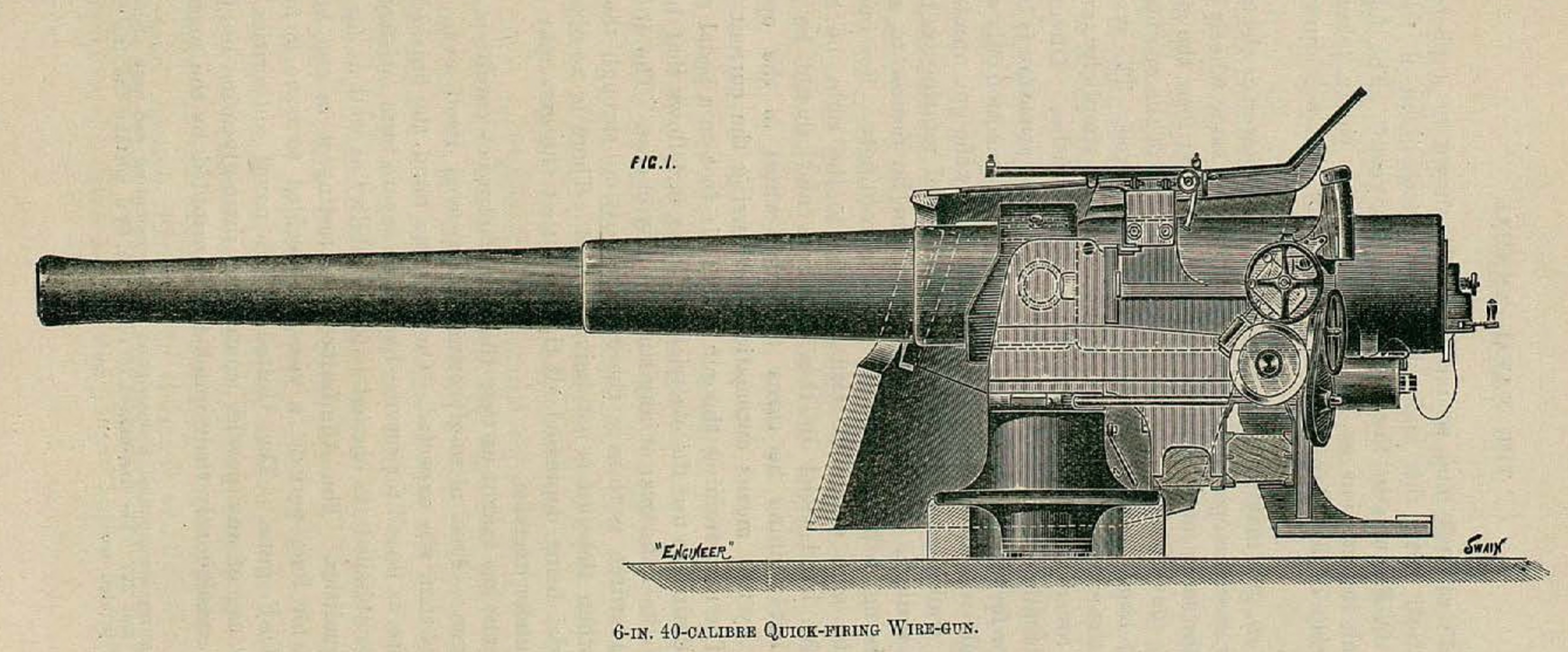
152-mm-Schnellfeuergeschütz (QF 6 inch /40 naval gun)
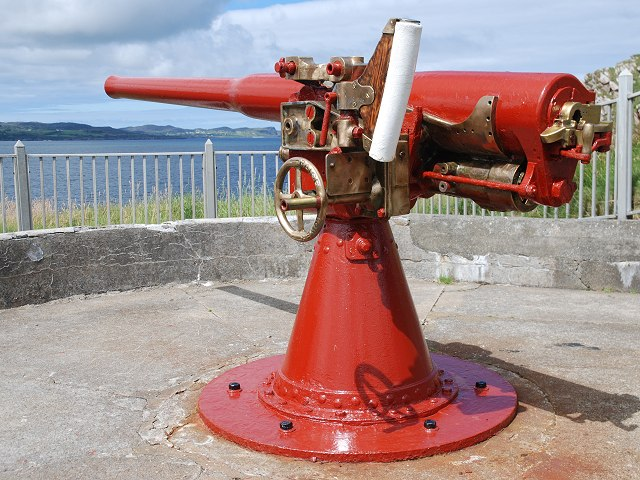
76-mm-Schnellfeuergeschütz (QF 12 pounder 12 cwt naval gun)
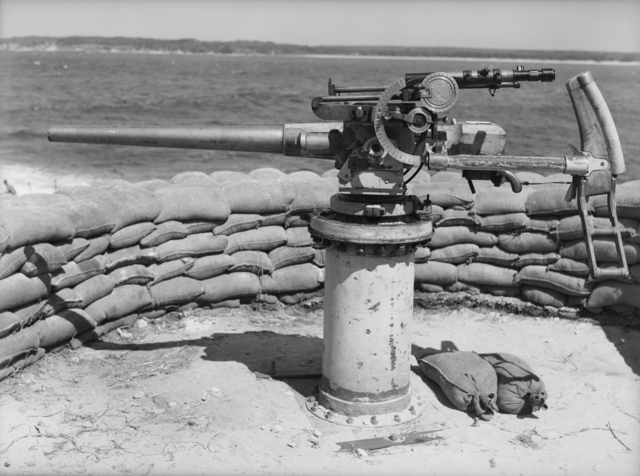
47-mm-Hotchkiss-3-Pfünder-Schnellfeuergeschütz (QF 3 pounder Hotchkiss)
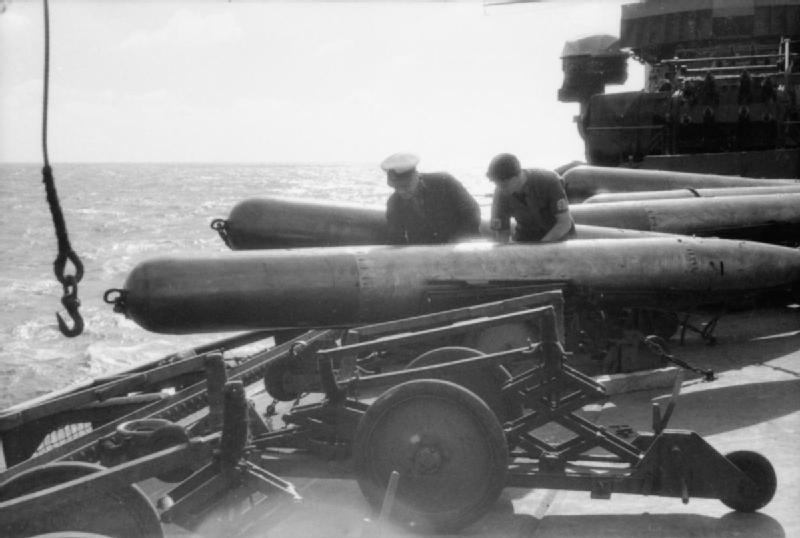
457-mm-Torpedo (British 18-inch torpedo)

### Panzerung

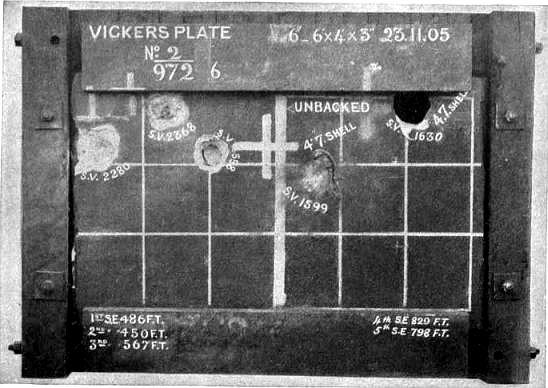
Krupp-Zementstahl

Das Panzerungsschema entsprach weitestgehend dem der Majestic-Klasse, mit Ausnahme einer Verlängerung des Gürtels bis zum Vordersteven durch einen 50 mm starken Plankengang. Der 152 mm dicke Panzergürtel auf Höhe des Hauptdecks erstreckte sich von 2,74 m über der Wasserlinie, bis 1,67 m darunter und reichte 59,74 m mittschiffs bis zu den Barbetten. Der 50 mm dicke Plankengang, der gerade bis zum Bug verlief, wo es den Rammdorn stütze, bedeckte die Seite des Schiffes bis 1,21 m oberhalb und stieg im Bereich der vorderen wasserdichten Abteilung auf 2,74 m an. Das vordere Schott war zwischen 152 mm und 254 mm dick und verlief schräg nach innen von den vorderen Enden des Gürtels bis zur Stirnseite der vorderen Barbette. Das Schott achtern war zwischen 152 mm und 304 mm dick und verlief in gleicher Weise zur Stirnseite der hinteren Barbette. Die Geschütztürme hatten an den Seiten 203 mm und auf den Dächern 50 mm starke Panzerung. Die Barbetten waren auf der Vorderseite 254 mm, auf der Rückseite 304 mm und verjüngten sich auf 152 mm unterhalb des Gürtels. Die Kasematten waren an der Front 127 mm und an den Seiten 27 mm dick gepanzert. Der vordere Kommandoturm war rundherum mit 304 mm und der hintere mit 76 mm geschützt. Das Hauptdeck war mit 25 mm und das Mitteldeck mit 27 mm starker Panzerung versehen und erstreckte sich über die gesamte Länge der Zitadelle zwischen den äußeren Verkleidungen der Barbetten.